# شيلبورن (نيو هامبشاير)
شيلبورن (بالإنجليزية: Shelburne) هي بلدة في مقاطعة كوس، في ولاية نيوهامبشير الأمريكية. بلغ عدد سكانها 353 نسمة حسب تعداد الولايات المتحدة 2020.

## التاريخ
في عام 1771، منح حاكم نيوهامبشير، جون وينتوورث، قطعة أرض على نهر أندروسكوجين لمجموعة من المستوطنين من بورتموث، وقد أُطلق على المستوطنة اسم شيلبورن. استُوطن المكان في عام 1775، لكن نمو السكان كان بطيئًا بسبب صعوبة الملاحة في النهر. تأسست البلدة رسميًا في عام 1820 بعد أن كانت جزءًا من مدينة "ألدربروك" التي أُلغيت.
كانت شيلبورن موطنًا للعديد من المزارع ومصانع الأخشاب الصغيرة. في أواخر القرن التاسع عشر، جذبت المناظر الجبلية الخلابة السائحين الذين كانوا يقيمون في الفنادق والمنتجعات الجبلية. استمرت السياحة كمصدر دخل للبلدة حتى القرن العشرين، ولكن بشكل أقل مما كانت عليه.

## الجغرافيا
وفقًا لمكتب تعداد الولايات المتحدة، تبلغ مساحة شيلبورن الإجمالية حوالي 126.1 كيلومتر مربع، منها 124.4 كيلومتر مربع يابسة و1.7 كيلومتر مربع مياه، أي ما يعادل 1.34٪ من المساحة.
تشكل جبال وايت الجنوبية معظم تضاريس البلدة، بما في ذلك جبل مود وجبل هايز. يمر نهر أندروسكوجين عبر الجزء الجنوبي من البلدة. تُعد شيلبورن جزءًا من حوض تصريف نهر كينبيك.

## الطرق السريعة
يمر الطريق الأمريكية رقم 2 عبر شيلبورن، وتُعتبر الطريق الرئيسية المؤدية إلى البلدة.

## البلديات المجاورة
- من الشمال: بيرث، كندا.

- من الشرق: غوراهم.

- من الجنوب: بلدة غرينز غرانت.

- من الغرب: بلدة ميلان.

## الديموغرافيا
حسب تعداد الولايات المتحدة 2000، كان هناك 379 نسمة، 157 أسرة، و113 عائلة مقيمة في البلدة. الكثافة السكانية كانت 3.1 نسمة لكل كيلومتر مربع.
كانت التركيبة العرقية للسكان 97.36٪ بيض، و0.53٪ أمريكيون أصليون، و0.26٪ آسيويون، و1.84٪ من أعراق مختلطة.
بلغ عدد الأسر التي لديها أطفال دون سن 18 عاماً حوالي 23.6٪. وكانت نسبة المتزوجين الذين يعيشون معًا 64.3٪. كما شكل الأفراد غير المتزوجين 27.4٪ من السكان.
بلغ متوسط العمر 45 عامًا. مقابل كل 100 أنثى، كان هناك 110.6 ذكور.

## الاقتصاد والدخل
كان متوسط دخل الأسرة 42,083 دولارًا، ومتوسط دخل العائلة 44,688 دولارًا. بلغ دخل الذكور 35,625 دولارًا مقابل 23,750 دولارًا للإناث. وكان نصيب الفرد من الدخل 22,310 دولارات. ولم تكن هناك عائلات تحت خط الفقر، ولكن 3.4٪ من السكان كانوا يعيشون تحت خط الفقر، بما في ذلك 6.4٪ ممن تزيد أعمارهم عن 64 عامًا.